# Michael Paré
Michael Kevin Paré (n. 9 octombrie 1958, New York City, New York, SUA) este un actor american. Este cel mai cunoscut pentru rolurile sale din filmele Eddie and the Cruisers (1983), Străzile în flăcări (1984) și Experimentul Philadelphia (1984).

## Filmografie
- Crazy Times (1981) - Harry
- The Greatest American Hero (1981–1983) - Tony Villicana
- Eddie and the Cruisers (1983) - Eddie Wilson
- Undercover (1983) - Max
- Streets of Fire (1984) - Tom Cody
- The Philadelphia Experiment (1984) - David Herdeg
- Space Rage (1985) - Grange
- Instant Justice (1986) - Scott Youngblood
- The Women's Club (1987) - Patrick
- World Gone Wild (1988) - George Landon
- Houston Knights (1987–1988) - Sergeant Joey La Fiamma
- Eddie and the Cruisers II: Eddie Lives! (1989) - Eddie Wilson / Joe West
- Dragonfight (1990) - Moorpark
- Moon 44 (1990) - Felix Stone
- Il sole buio (1990) - Ruggero Brickman
- The Closer (1990) - Larry Freed
- Empire City (1991) - Joey Andre
- Killing Streets (1991) - Chris Brandt / Craig Brandt
- The Last Hour (1991) - Jeff
- Into the Sun (1992) - Captain Paul Watkins
- Blink of an Eye (1992) - Sam Browning
- Sunset Heat (1992) - Eric Wright
- Point of Impact (1993) - Jack Davis
- Deadly Heroes (1993) - Brad Cartowski
- Warriors (1994) - Colin Neal
- Carver's Gate (1995) - Carver
- Lunarcop (1995) - Joe Brody
- Village of the Damned (1995) - Frank McGowan
- Triplecross (1995) - Teddy "T.C." Cooper
- The Dangerous (1995) - Random
- Raging Angels (1995) - Colin
- The Colony (1996) - Alec Harken
- Coyote Run (1996) - Pershing Quinn
- Bad Moon (1996) - Ted Harrison
- Merchant of Death (1997) - Jim Randell
- 2103: The Deadly Wake (1997) - Tarkis
- Strip Search (1997) - Robby Durrell
- Falling Fire (1997) - Daryl Boden
- Hope Floats (1998) - Bill Pruitt
- Back to Even (1998) - Boyle
- October 22 (1998) - Gary
- The Virgin Suicides (1999) - Adult Trip Fontaine
- Men of Means (1999) - Rico "Bullet" Burke
- Peril (2000) - Vincent
- Sanctimony (2000) - Jim Renart
- Space Fury (2000) - Konrad
- A Month of Sundays (2001) - Tomas McCabe
- Blackwoods (2002) - Sheriff Harding
- Heart of America (2002) - Will Prat
- Red Serpent (2003) - Steve Nichols
- Fate (2003) - Detective Cody Martin
- Starhunter (2000–2003) - Dante Montana
- Cold Case (2004) - Randy Price
- Gargoyle (2004) - Ty "Griff" Griffin
- Crash Landing (2005) - Captain Williams
- Komodo vs. Cobra (2005) - Mike A. Stoddard
- BloodRayne (2005) - Iancu
- Furnace (2006) - Detective Michael Turner
- Saurian (2006) - Jace Randall
- South Beach (2006) - Charlie Evans
- Seed (2007) - Detective Matt Bishop
- Polycarp (2007) - Detective Barry Harper
- Postal (2007) - Panhandler
- BloodRayne II: Deliverance (2007) - Pat Garrett
- Dark World (2008) - Harry
- Ninja Cheerleaders (2008) - Victor Lazzaro
- 1968 Tunnel Rats (2008) - Sergeant Vic Hollowborn
- 100 Feet (2008) - Mike Watson
- Road to Hell (2008) - Tom Cody
- Alone in the Dark II (2008) - Willson
- Far Cry (2008) - Paul Summers
- The Perfect Sleep (2009) - Officer Pavlovich
- 1968: Tunnel Rats - Behind the Scenes (2009) - Sergeant Vic Hollowborn
- Direct Contact (2009) - Clive Connelly
- Rampage (2009) - Sheriff Melvoy
- Cool Dog (2009) - Dean Warner
- Job (2010) - Detective Remar
- Tales of an Ancient Empire (2010) - Oda
- Amphibious Creature of the Deep (titlu original: Amphibious 3D) (2010) - Jack Bowman
- Room and Board
- Blubberella (2011) - Commandant
- Bloodrayne: The Third Reich (2011) - Commander Ekart Brand
- The Lincoln Lawyer (2011) - Detective Kurlen
- House (2011 TV show)
- The Philadelphia Experiment (2012) - Hagan
- Gone (2012) - Lieutenant Ray Bozeman
- Leverage (2012) - Agent Special FBI Dennis Powell (Sez. 4: Ep. 17)
- Maximum Conviction (2012) - Chris Blake
- Assault on Wall Street (2013)
- Suddenly (2013)
- Real Gangsters (2013)
- How Sweet It Is (2013)
- The Big Fat Stone (2014)
- Bone Tomahawk (2015) - Mr. Wallington
- No Deposit (2015) - Mickey Ryan
- Sicilian Vampire (2015) - Sammy
- The Good, the Bad and the Dead (2015) - Șerif Olson
- The Infiltrator (2016) - Barry Seal
- Traded (2016) - Clay Travis
- The Red Maple Leaf (2016)
- Nessie & Me (2016)
- Jason's Letter (2017)
- The Neighborhood (2017)
- Global Meltdown (2017)
- Battle of the Drones (2017) - Karl Kess
- Reborn (2018)
- A Christmas in Royal Fashion (2018)
- City of Lies (2018) - Varney
- Mayday (2019)
- Once Upon a Time in Deadwood (2019)
- Shark Island (2021) - Charlie
- Painkiller (2021) - Dr Alan Rhodes
- The Penthouse (2021)[7]
- South of Heaven (2021) - Joey
- Supersonic (TBA)